# Râul Valea Chiliilor
Râul Valea Chiliilor este un curs de apă, afluent al râului Dâmbovița. 